# Gare de Meulebeke
La gare de Meulebeke est une ancienne gare ferroviaire belge de la ligne 73A, de Tielt à Ingelmunster, située à proximité du centre ville de la commune de Meulebeke dans la province de Flandre-Occidentale en région flamande.
Elle est mise en service en 1854 par la Société des chemins de fer de la Flandre-Occidentale (FO) et est définitivement fermée en 1982 par la Société nationale des chemins de fer belges (SNCB). Seuls subsistent l'ancien bâtiment voyageurs et l'édicule sanitaire.

## Situation ferroviaire
Établie à 17 m d'altitude, la gare de Meulebeke était située au point kilométrique (PK) 5,254 de la ligne 73A, de Tielt à Ingelmunster, entre la gare de Tielt et la halte de Zandberg qui s'intercalait avant la gare d'Ingelmunster.

## Histoire

### Gare ferroviaire
La station de Meulebeke est mise en service le 30 novembre 1854 par la Société des chemins de fer de la Flandre-Occidentale (FO), lorsqu'elle ouvre à l'exploitation son embranchement d'Ingelmunster à Deinze, qui comprend le tronçon d'Ingelmunster à Tielt qui deviendra plus tard la ligne 73A. La compagnie a édifié un bâtiment type, au style néo-classique, et un quai le long de la ligne à voie unique.
Elle accueille un service des voyageurs, néanmoins c'est le trafic des marchandises, notamment des céréales et du carburant, qui est prépondérant. En 1900-1901, la gare est réaménagée avec notamment le remplacement de plus de 300 mètres de voie, le remplacement de la clôture et la réfection du sol de la cour aux marchandises. Elle est également équipée d'un pont-bascule et d'un lieu pour la maintenance de l'éclairage au pétrole.
Lors de la Première Guerre mondiale, elle est occupée par l'armée allemande qui installe un abattoir en aménageant des wagons. Avant son départ, l'armée d'occupation provoque des dégâts sur la voie ferrée en la dynamitant en plusieurs endroits. La Seconde Guerre mondiale va également apporter son lot de destructions, notamment lors de la « bataille de Meulebeke » les 26 et 27 mai 1940, qui voit l'armée belge résister à l'armée allemande avant d'être débordée en laissant de nombreuses victimes. Ce conflit marque la fin de l'importante activité de la gare car la concurrence des transports routiers remet en question la remise en état de la ligne et aboutit à la fermeture officielle du trafic voyageurs le 8 octobre 1950. La voie vers Ingelmunster est démontée en 1853. Seul un trafic de marchandises entre Meulebeke et Tielt perdure jusqu'à sa fermeture le 28 octobre 1982, ce tronçon étant démontée en 1984.

### Après le chemin de fer
En 1979, la gare devient un mémorial en souvenir des soldats qui ont trouvé la mort pendant les combats de 1940. Seul subsiste, le bâtiment au style néo-classique qui est raccourci pour agrandir le parking, l'édicule sanitaire et le quai avec la plateforme de la voie ferrée.

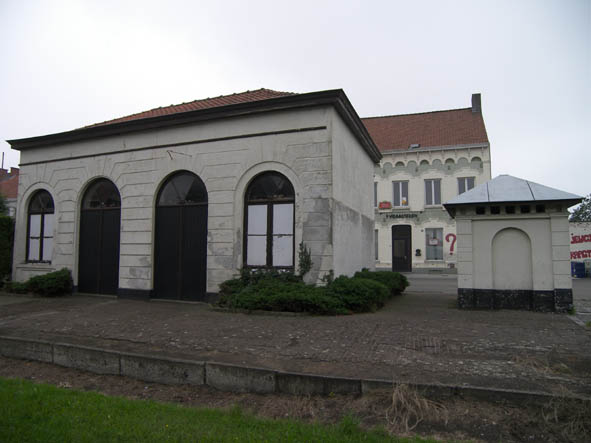
Bâtiment de la gare en 2007.
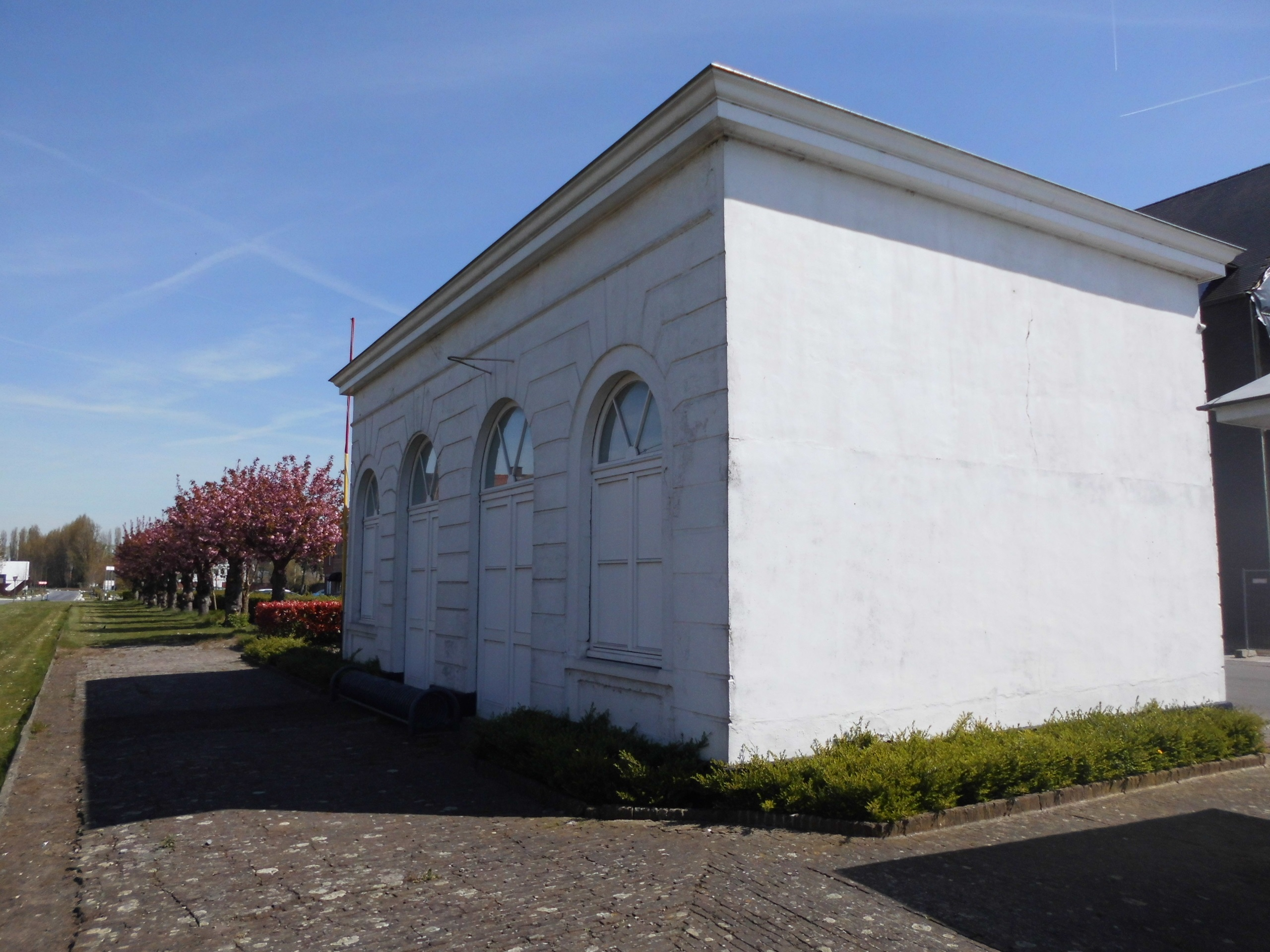
Le mur délimite la partie démolie.
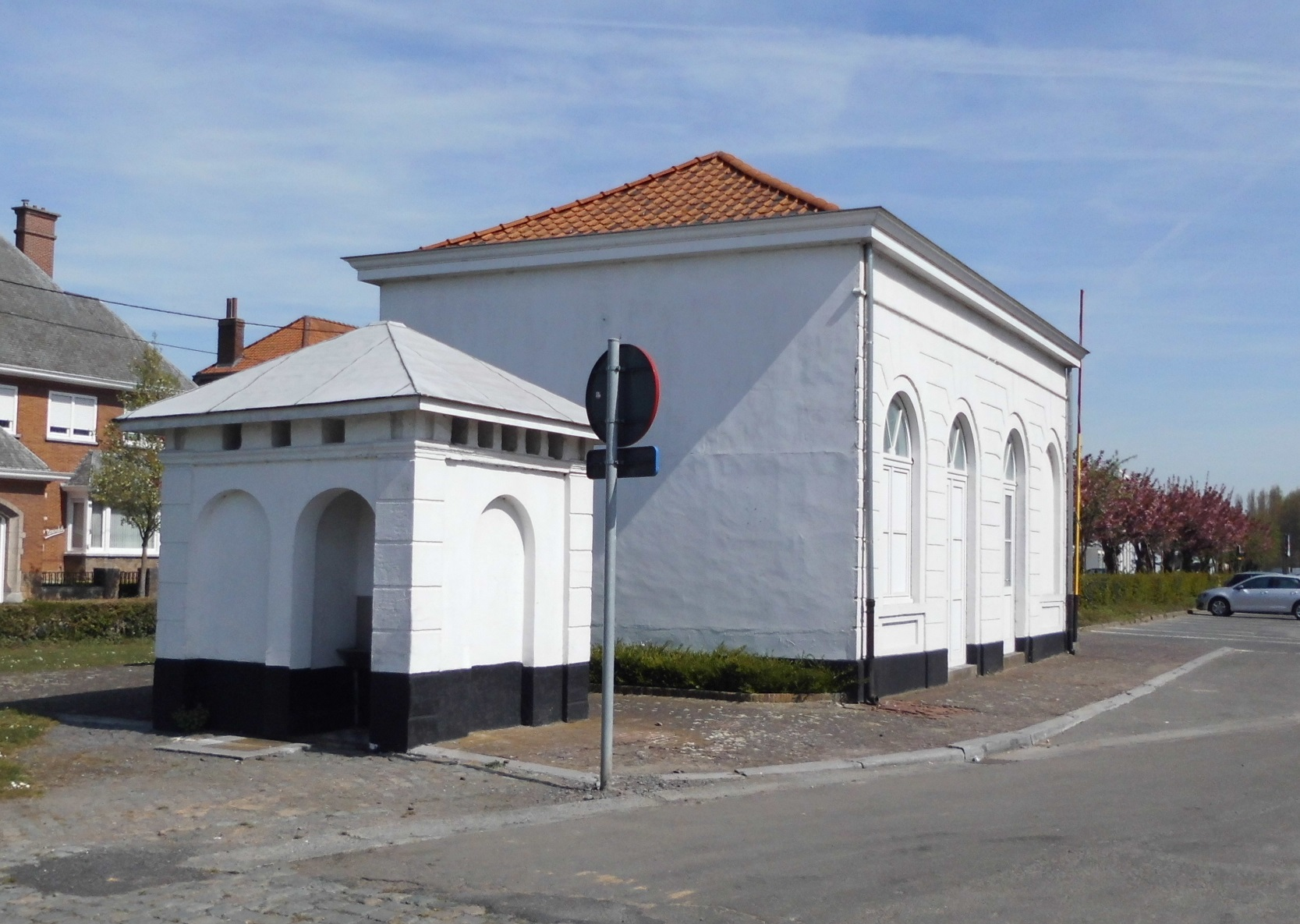
Ancienne toilette.

## Service des voyageurs
Gare fermée et désaffectée située sur une ligne hors service.